# Кампањола (Варезе)
Кампањола (итал. Campagnola) је насеље у Италији у округу Варезе, региону Ломбардија.
Према процени из 2011. у насељу је живело 30 становника. Насеље се налази на надморској висини од 365 м.